# Прошова
Прошова (укр. Прошова) — село в Великогаевской сельской общине Тернопольского района Тернопольской области Украины.
Население по переписи 2001 года составляло 781 человек. Почтовый индекс — 47744. Телефонный код — 352.